# Geschiedenis van het internet in Nederland
In Nederland (en Europa) begon de geschiedenis van het internet in 1982 op het CWI in Amsterdam, van waaruit het EUnet en NLnet het internet in Europa vorm gaven. Later werd ook het onderzoek- en onderwijsnetwerk SURFnet via NLnet aangesloten op het internet. Backbones werden aangelegd om het internet te versnellen en uit te breiden.

## Jaren 80
Vanaf VAX-computers (VAXmail) en diverse mainframes was het mogelijk internationaal e-mail uit te wisselen en ook grote bestanden (met ftp), wat onder onderzoekers in de bètawetenschappen toen al ingeburgerd was. De op het CWI gevestigde machine mcvax werd hierbij een belangrijk internationale knooppunt voor de uitwisseling van gegevens tussen onder meer de Sovjet-Unie en de Verenigde Staten, een 1 aprilgrap van beheerder Piet Beertema (en:Kremvax) leidde daarom tot veel consternatie.
Personal computers waren eind jaren 80 nog niet wijdverspreid in academisch Nederland. Wel waren er lokalen met de Apple II en IBM PC waar studenten in bètavakken en later ook andere studenten achter een pc konden kruipen, aanvankelijk zonder netwerkverbinding. Verder waren er computerterminals aangesloten op universitaire mainframes met netwerkverbinding.
In de beginjaren volgde Nederland de internationale ontwikkeling van internetapplicaties. Zo werd in 1989 het op UNIX gebaseerde e-mailprogramma Pine ontwikkeld, waarmee korte berichten konden worden verstuurd naar medestudenten of naar het buitenland, mits men over het adres beschikte. In 1993 werd een PC-DOS-versie van Pine ontwikkeld, waarmee men ook vanaf de eigen pc mails kon sturen. Wetenschappers en studenten konden vanaf 1991 het internet op met Gopher. Dat was een applicatie waarmee bibliotheken konden worden afgestruind naar publicaties en andere informatie (documenten).
Usenet is de oorspronkelijke naam voor het netwerk van nieuwsgroepen, zoals we die vandaag de dag ook nog kennen. Usenet bestaat al vanaf 1979, maar onderzoekers en studenten gebruikten dit vooral vanaf 1989-1990. Ook BBS (bulletin board system) werd toen veel gebruikt om berichten te versturen.

## Jaren 90
Na de invoering van het World wide web (www) in 1991 werd het mogelijk tekst en afbeeldingen gemakkelijk via internet over te brengen. Met de NCSA HTTP-server – later opgevolgd door de Apache-webserver – en de html-opmaaktaal was een wetenschappelijke website (toen de enige toepassing) met e-mail- en ftp-server snel in de lucht.
Op 22 april 1993 werd de NCSA Mosaic webbrowser geïntroduceerd, gemaakt door Marc Andreessen en toen nog bedoeld voor computers met het besturingssysteem UNIX. Een opvolger van deze eerste browser werd de Netscape Navigator. Met deze browsers konden gemakkelijk webpagina's worden bekeken: het multimediale internet was geboren. Dit ging nog redelijk snel, omdat veel wetenschappelijke websites vooral artikelen met grafieken als kleine bestanden bevatten en er aanvankelijk betrekkelijk weinig verkeer was.
In december 1993 werd een versie voor pc's onder Windows geïntroduceerd. Fotobestanden die (te) groot waren in verhouding tot de datatransmissiesnelheden van de netwerken, verschenen langzaam op het beeldscherm van de PC, zodat www voor de grap ook wel "world wide waiting" ging betekenen. Het was in de jaren negentig ook mogelijk om geluid (bijvoorbeeld een gesprek) via internet door te geven.

## Internetproviders in Nederland
NLnet bood in 1989 aan bedrijven lokale dial-in-faciliteiten. Het was in die tijd niet toegestaan internet publiek aan te bieden, je moest ten minste lid zijn van een besloten gebruikersgemeenschap. De HCC had zo'n besloten gemeenschap en bood voor haar leden ook dergelijke faciliteiten aan. In 1991 kregen de leden van hobbynet als eerste particuliere toegang. In Groningen richten Fred van Kempen, Bert Laverman, Jac Kersing, Michael Smoorenburg en Henk Klöpping in 1992 Stichting Internet Access (Internet Access Foundation IAF) op. Vanuit de hackersgroep Hack-Tic werd in 1993 XS4ALL opgericht. Zij waren de eerste die echt internet aanboden via SLIP/PPP in plaats van alleen een UUCP verbinding. Op 1 mei 1993 ging XS4ALL open voor het publiek. Vele studenten die tot nog toe alleen via academische netwerken toegang tot internet hadden, maar ook andere pc-enthousiastelingen als "hackers, phone-freaks, programmeurs en cyberpunks" sloten zich aan bij de eerste ISP's. Aangetrokken door het succes van het internet openden al snel meer ISP's hun deuren.
Op 15 januari 1994 volgde De Digitale Stad Amsterdam. Deze gebruikte servers waar met een modem vanuit heel Nederland naartoe kon worden gebeld (interlokaal tarief dus). DDS had als voordeel dat het geheel gratis was en vanaf het begin een postbus ter beschikking stelde waarmee kon worden ge-e-maild. Dit ging met behulp van het programma Pine. In datzelfde jaar begonnen Dataweb en Bart Internet Services met het aanbieden van commerciële toegang, gevolgd door  Luna.nl in 1996. 
Op 1 januari 1996 begon VuurWerk Internet met het aanbieden van webhosting en domeinnaamregistratie. Als lokkertje plaatste VuurWerk Internet (een gekraakte) Cd-foongids van KPN online. Het online telefoonboek 'Webtel' werd al snel een groot succes, en een rechtszaak volgde waarin KPN Telecom Webtel verbood. De naam VuurWerk was toen al gevestigd. In de periode tussen 1996 en 1999 groeide het bedrijf uit tot de grootste webhostingprovider van de Benelux met een marktaandeel van 12% en ruim 65000 gehoste websites en domeinnamen. Versatel nam VuurWerk Internet over in 1999.